# Operation Time
"Operation Time" is de achtste aflevering van de televisieserie Captain Scarlet and the Mysterons, een sciencefictionserie waarin gebruikgemaakt wordt van de poppenspeltechniek supermarionation. De aflevering werd voor het eerst uitgezonden op ATV Midlands in Engeland op 17 november 1967. Qua productievolgorde was het echter de zesde aflevering.

## Verhaal
In een Londense operatiekamer kijken twee studenten toe terwijl neurochirurg Dr. Magnus een patiënt opereert met een nieuwe techniek die gebruikmaakt van de Cerebral Pulsator. De machine wordt aangezet en elektrodes zenden kleine elektrische schokken in de hersens van de patiënt. Ondertussen maken de Mysterons beken dat ze “tijd” zullen doden.
Het Cloudbase personeel staat voor een raadsel door deze vreemde mededeling. Colonel White stuurt zijn topofficieren naar alle grote steden om de Mysterons in de gaten te houden. In Londen is de operatie van Dr. Magnus geslaagd. Hij verlaat het ziekenhuis per auto, maar ziet niet dat het voertuig achter hem wordt bestuurd door Captain Black. Hij stopt bij de Westbourne kliniek om een handtekening te halen voor de behandeling van zijn volgende patiënt: General J.F. Tiempo. Wanneer hij de kliniek verlaat neemt Captain Black de dokter onder vuur en schiet een van de achterbanden van zijn auto kapot. Magnus verliest de macht over het stuur en rijdt van de weg. De auto crasht onder aan een heuvel. Mysteronringen verschijnen boven het wrak en op de top van de heuvel verschijnt de Mysteron-Magnus. Black benadert hem en beveelt hem “tijd” te doden.
In Cloudbase probeert men nog altijd wanhopig te ontdekken wat de vreemde bedreiging van de Mysterons betekent. Captain Magenta ontdekt dat Generaal Tiempo, de commandant van de westerse tak van de Wereldverdediging, binnenkort een hersenoperatie zal ondergaan. De naam van de generaal, Tiempo, is Spaans voor tijd. In de Westbourn-kliniek onderzoekt de Mysteron-Dr. Magnus Tiempo. Captain Scarlet komt de kliniek binnen met de mededeling dat hij het bevel heeft Tiempo en Dr. Magnus naar Cloudbase te brengen voor Tiempo’s veiligheid. Dr. Magnus blijft volhouden dat de operatie onmiddellijk moet plaatsvinden en wil dus ook niets weten van Dr. Fawns verzoek het uit te stellen. Met enige tegenzin stelt Colonel White de ziekenboeg van Cloudbase beschikbaar voor de operatie.
Dr. Turner en de rest van het medische team arriveren in Cloudbase terwijl Magnus een aantal röntgenfoto’s maakt van Tiempo’s hoofd. Gedurende het proces is de radiograaf niet echt onder de indruk wanneer hij een foto van Magnus’ hand ziet. Met iedereen paraat in de ziekenboeg en Magnus wacht ongeduldig op de uitslag van de röntgenfoto’s. Ondertussen kijken Coonel White en Lieutenant Green toe via een videocamera. Dr. Fawn helpt Magnus met de laatste voorbereidingen, maar vindt zijn gedrag behoorlijk verdacht. Wanneer hij de Cerebral Pulsator aanzet, protesteert Fawn dat Magnus een veel te hoge spanning heeft ingesteld.
Ondertussen ontdekt de radiograaf tot zijn schok dat de röntgenfoto van Magnus’ hand nu een doodgewoon zwart en wit beeld toont in plaats van een röntgenbeeld. Vrezend dat Magnus een Mysteronagent is geeft hij Captain Magenta het bevel hem de ziekenboeg binnen te laten, maar deze heeft strikte orders de deur te bewaken. Daarom haast de radiograaf zich naar Colonel White.
Na de elektrodes te hebben aangebracht zet Magnus de Pulsator op een nog hogere spanning en de patiënt lijkt te sterven aan de gevolgen. Dan onthult Fawn dat de man op de operatietafel niet de generaal is, maar Captain Scarlet. Colonel White geeft het bevel tot arrestatie van dr. Magnus, maar de Mysteronagent weet te ontkomen. Captain Blue volgt hem naar de generatorkamer. Hij gooit een ladder om waardoor Magnus in contact komt met een elektrisch circuit en meteen sterft aan de gevolgen.
Generaal Tiempo bedankt Colonel White en Spectrum voor hun hulp. Spectrum heeft nu in elk geval twee zwakke plekken van de Mysterons ontdekt: hun agenten kunnen worden ontmaskerd met röntgenstraling, en ze zijn kwetsbaar voor hoogspanning. Dit zal zeker van pas komen in de strijd met de Mysterons.

## Rolverdeling

### Regulier stemacteurs
- Captain Scarlet — Francis Matthews
- Captain Blue — Ed Bishop
- Colonel White — Donald Gray
- Lieutenant Green — Cy Grant
- Captain Ochre — Jeremy Wilkin
- Captain Magenta — Gary Files
- Captain Grey — Paul Maxwell
- Dr. Fawn — Charles Tingwell
- Captain Black — Donald Gray
- Stem van de Mysterons — Donald Gray

### Gastrollen
- Dr. Magnus — Martin King
- Generaal J.F. Tiempo — Paul Maxwell
- Dr. Turner — Gary Files
- Morgan — Charles Tingwell
- 1e Student — Gary Files
- 2e Student — Jeremy Wilkin
- Porter Benson — Paul Maxwell
- Radiograaf — Jeremy Wilkin
- Zuster — Liz Morgan

## Fouten
- Wanneer Dr. Fawn onthult dat Dr. Magnus Captain Scarlet heeft “vermoord” en niet Generaal Tiempo, praat hij even met Dr. Magnus’ stem.

## Trivia
- De zwakheden van de Mysterons die in deze aflevering naar voren kwamen worden verder uitgewerkt in de volgende aflevering: Spectrum Strikes Back.
- De pop die werd gebruikt voor Generaal Tiempo is een van de meest gebruikte poppen voor gastrollen. In “Captain Scarlet and the Mysterons” werd hij gebruikt voor 11 afleveringen, en hij kwam voor in de serie Joe 90.
- Dr. Magnus collega Dr. Turner is vernoemd naar de regisseur van deze aflevering, Ken Turner.